# Peter McNab
Pour les articles homonymes, voir McNab.
Temple de la renommée américain : 2021
Peter Maxwell McNab, né le 8 mai 1952 à Vancouver (Canada) et mort le 6 novembre 2022 à Denver (États-Unis), est un joueur professionnel canadien de hockey sur glace qui évoluait au poste d'attaquant.

## Biographie
Né à Vancouver, McNab passe sa jeunesse en Colombie-Britannique avant de déménager à 14 ans à San Diego où son père, Max, entraîne les Gulls de San Diego. Peter entre à l'université de Denver grâce à une bourse de baseball et ne fait partie que plus tard de l'équipe de hockey, les Pioneers de Denver. Il est choisi par les Sabres de Buffalo lors du repêchage amateur de la LNH 1972. Lors de sa dernière saison universitaire, il est sélectionné dans l'équipe des étoiles de la Western Collegiate Hockey Association.
Lors de la saison 1973-1974, il termine meilleur buteur des Swords de Cincinnati, club-école des Sabres dans la Ligue américaine de hockey. Il marque son premier but dans la Ligue nationale de hockey le 15 décembre 1973 avec les Sabres contre les North Stars du Minnesota et participe à la conquête de la Coupe Stanley en 1975.
Le 11 juin 1976, il est échangé aux Bruins de Boston contre André Savard. En six saisons avec les Bruins, il marque 35 buts et 75 points en moyenne par saison ; il est également sélectionné pour le match des étoiles en 1977 et termine finaliste pour l'obtention du trophée Lady Byng en 1978. 
En 1984, il est cédé aux Canucks de Vancouver puis, deux saisons plus tard, il signe avec les Devils du New Jersey dont son père Max est alors le directeur général. En 1986, il participe au championnat du monde avec l'équipe des États-Unis à Moscou. Il prend sa retraite à la fin de la saison 1986-1987
Après sa retraite, il devient consultant à la télévision sur SportsChannel pour les matchs des Devils pendant huit saisons et puis pour l'Avalanche du Colorado. Il intervient aussi sur TNT durant les Jeux olympiques d'hiver de 1998 et sur NBC durant ceux de 2006.
En 2004, il est intronisé au temple de la renommée des champions de San Diego. Au cours de l'été 2021, il lui est diagnostiqué un cancer. En février 2022, il est annoncé qu'il est en rémission mais il meurt le 6 novembre de la même année.

## Statistiques
| Saison     | Équipe               | Ligue      |     | Saison régulière | Saison régulière | Saison régulière | Saison régulière | Saison régulière |    | Séries éliminatoires | Séries éliminatoires | Séries éliminatoires | Séries éliminatoires | Séries éliminatoires |
| Saison     | Équipe               | Ligue      | PJ  | B                | A                | Pts              | Pun              | PJ               | B  | A                    | Pts                  | Pun                  |                      |                      |
| 1970-1971  | Université de Denver | WCHA       | 28  | 19               | 14               | 33               | 6                |                  |    |                      |                      |                      |                      |                      |
| 1971-1972  | Université de Denver | WCHA       | 38  | 27               | 38               | 65               | 16               |                  |    |                      |                      |                      |                      |                      |
| 1972-1973  | Université de Denver | WCHA       | 28  | 23               | 29               | 52               | 12               |                  |    |                      |                      |                      |                      |                      |
| 1973-1974  | Sabres de Buffalo    | LNH        | 22  | 3                | 6                | 9                | 2                |                  |    |                      |                      |                      |                      |                      |
| 1973-1974  | Swords de Cincinnati | LAH        | 49  | 34               | 39               | 73               | 16               | 5                | 2  | 6                    | 8                    | 0                    |                      |                      |
| 1974-1975  | Sabres de Buffalo    | LNH        | 53  | 22               | 21               | 43               | 8                | 17               | 2  | 6                    | 8                    | 4                    |                      |                      |
| 1975-1976  | Sabres de Buffalo    | LNH        | 79  | 24               | 32               | 56               | 16               | 8                | 0  | 0                    | 0                    | 0                    |                      |                      |
| 1976-1977  | Bruins de Boston     | LNH        | 80  | 38               | 48               | 86               | 11               | 14               | 5  | 3                    | 8                    | 2                    |                      |                      |
| 1977-1978  | Bruins de Boston     | LNH        | 79  | 41               | 39               | 80               | 4                | 15               | 8  | 11                   | 19                   | 2                    |                      |                      |
| 1978-1979  | Bruins de Boston     | LNH        | 76  | 35               | 45               | 80               | 10               | 11               | 5  | 3                    | 8                    | 0                    |                      |                      |
| 1979-1980  | Bruins de Boston     | LNH        | 74  | 40               | 38               | 78               | 10               | 10               | 8  | 6                    | 14                   | 2                    |                      |                      |
| 1980-1981  | Bruins de Boston     | LNH        | 80  | 37               | 46               | 83               | 24               | 3                | 3  | 0                    | 3                    | 0                    |                      |                      |
| 1981-1982  | Bruins de Boston     | LNH        | 80  | 36               | 40               | 76               | 19               | 11               | 6  | 8                    | 14                   | 6                    |                      |                      |
| 1982-1983  | Bruins de Boston     | LNH        | 74  | 22               | 52               | 74               | 23               | 15               | 3  | 5                    | 8                    | 4                    |                      |                      |
| 1983-1984  | Bruins de Boston     | LNH        | 52  | 14               | 16               | 30               | 10               |                  |    |                      |                      |                      |                      |                      |
| 1983-1984  | Canucks de Vancouver | LNH        | 13  | 1                | 6                | 7                | 10               | 3                | 0  | 0                    | 0                    | 0                    |                      |                      |
| 1984-1985  | Canucks de Vancouver | LNH        | 75  | 23               | 25               | 48               | 10               |                  |    |                      |                      |                      |                      |                      |
| 1985-1986  | Devils du New Jersey | LNH        | 71  | 19               | 24               | 43               | 14               |                  |    |                      |                      |                      |                      |                      |
| 1986-1987  | Devils du New Jersey | LNH        | 46  | 8                | 12               | 20               | 8                |                  |    |                      |                      |                      |                      |                      |
| Totaux LNH | Totaux LNH           | Totaux LNH | 954 | 363              | 450              | 813              | 179              | 107              | 40 | 42                   | 82                   | 20                   |                      |                      |